# لويغي بوسكو
لويغي بوسكو (بالإيطالية: Luigi Bosco)‏ (20 مارس 1922 في إيطاليا - ) هو لاعب كرة قدم إيطالي في مركز الدفاع. لعب مع نادي كاتانيا ونادي كومو ونادي لوكيزي ويوفنتوس.

## وصلات خارجية
- لويغي بوسكو على موقع قاعدة بيانات كرة القدم.إي يو (الإنجليزية)
- لويغي بوسكو على موقع عالم كرة القدم.نت (الإنجليزية)